# Prijazni zmaj Zumi
Prijazni zmaj Zumi je kratka avtorska pravljica. Avtorica knjige je Sonja Zubović, prevedla pa jo je Ljubica Karim Rodošek. To je pravljica o prijaznem zmaju, ki je imel zelo rad otroke, zato jih je reševal pred nesrečami na cesti.

## Glavna literarna oseba
Glavna literarna oseba je zmaj Zumi, ki je izhajal iz ugledne družine Von de Vilerkopitovske. Njegovo pravo ime je bilo Zumzurubivald. Ampak zmaj Zumi ni bil kot ostali zmaji, ni strašil ljudi in bruhal ognja, rad pa je imel otroke.

## Simbol zmaja
V vzhodnih kulturah zmaj simbolizira srečo. Na zahodu pa je za razliko v pravljicah vedno upodobljen kot zlobni zmaj, katerega mora premagati dobri princ, da pride do lepe kraljične. Na vzhodu zmaji veljajo za junake, na zahodu pa zlobne pošasti. V pravljicah so zmaji največkrat prikazani kot veliki zlobni ogenj-bruhajoči stvori z velikimi zobmi in po navadi v službi zlobnih čarovnic. Vedno so inteligentni in ubogajo ukaze.
Simbol zmaja v krščanstvu pomeni zlobno osebnost, zaradi povezovanja s hudičem (razširjeno predvsem v Evropi). Poganska razlaga simbolizira zmaja kot zaščitnika (pripisujejo mu moč in zvitost), primer je valižanski zmaj Y Ddraig Goch (dobesedno rdeči zmaj), ki nastopa tudi v državni zastavi Walesa. Današnji grbi z zmaji izhajajo iz heraldičnega simbola, ki se je sprva pojavil na ščitih srednejveških vitezov.

## Pomen glavne literarne osebe
Ostali zmaji se so Zumiju posmehovali in tudi ko jih je povabil na gostijo v njegov nov dvor, niso razumeli lepote zgrajenega gradca, pomembna jim je bila le bogato obložena miza. Norčevali so se, da Zumi sploh ni zmaj ampak princeska in to je Zumija zelo prizadelo. Radi pa so ga imeli le otroci s katerimi se je igral in jih učil prometnih pravil.

## Stranske osebe
- ostali zmaji
- deček Janko
- otroci
- starši pogrešanih otrok
- Vila Mrazovita

## Vsebina
Zmaj Zumi se je odločil, da bo medtem ko si drugi zmaji iščejo pustolovščin ustvaril svoj dom. Zgradil je prekrasen dvorec in zmaje povabil na gostijo. Ampak vsi so se le norčevali iz njega. Potem se je vsak dan spustil nizko nad oblake in opazoval otroke, kako se igrajo na igrišču. Nekega dne je videl dečka, ki se je sprehajal z dedkom, a ni mu hotel dati roke, stekel na cesto in povozil ga je avto. Zumi se je odločil, da bo od zdaj naprej vedno opazoval otroke kako prečkajo cesto in jih reševal pred nesrečami. Prvi deček, ki ga je rešil je bil Janko, in z njim je poletel v višave ter ga odpeljal v svoj dvorec. Tudi druge otroke, ki niso pravilno prečkali ceste je odpeljal v svoj dvor, kjer so se igrali promet in se pri tem učili  prometnih pravil in vedenja. A otroci so bili žalostni in pogrešali so svoje starše, čeprav je Zumi za njih lepo skrbel, se z njimi igral in jim kuhal. Tudi njihovi starši so bili zelo žalostni in obupani iskali svoje otroke. Starši so za pomoč so prosili Vilo Mrazovito, ki je obiskala Zumija v njegovem dvorcu. Videla je, da kuha večerjo, zato je hitro odšla po otroke. Zumi jih je ravno hotel poklicati na večerjo, ko je zagledal Vilo Mrazovito. Razložila mu je, da se morajo otroci vrniti domov, ker jih starši pogrešajo. Skupaj so povečerjali in ponovili pravilno vedenje v prometu, nato pa so otroci odšli domov. Zumiju se napisali pismo, da ga imajo radi in odhiteli k svojim staršem. Vila jih je opozorila, naj ne pozabijo česa jih je Zumi naučil, sicer jih bo moral spet reševati pred nesrečami.

## Interpretacija
Osrednji motiv je motiv zmaja. Zmaj Zumi je bil drugačen od drugih zmajev, bil je bolj prijazen in ima pozitiven lik v pravljici. Je junak pravljice, ker rešuje otroke pred nesrečami. Sporočilo pravljice otrokom je, naj vedno pazijo nase v prometu in upoštevajo prometne predpise.

## Motivsko tematske povezave
Motiv zmajov:
- Zmaj Tolovaj

- Zmaj Lakotaj z Ljubljanskega gradu

- Zmaj močeraj

- Zmajček razgrajaček

- Varuh obale

- Uspavanka za zmajčke

- Zmajček Jami v Postojnski jami

- Zaljubljeni zmaj

- Plahi zmaj

- Pošastno

- Zlatolaska in zmaj

- Zmaji iz našega mesta

- Zmaj Direndaj

- Anin zmaj

- Pogašeni zmaj

- Petelin in zmaj

## Spletni viri
- http://sl.wikipedia.org/wiki/Zmaj